# Regiones di Europa
Segue una lista delle regiones presenti sulla superficie di Europa. La nomenclatura di Europa è regolata dall'Unione Astronomica Internazionale; la lista contiene solo formazioni esogeologiche ufficialmente riconosciute da tale istituzione.
Le regiones di Europa portano i nomi di luoghi associate ai miti celti.

## Prospetto
| Regio          | Eponimo                                                                                    | Latitudine | Longitudine | Diametro |
| -------------- | ------------------------------------------------------------------------------------------ | ---------- | ----------- | -------- |
| Annwn Regio    | Annwn - L'Oltretomba dove si beve vino spumante e vecchiaia e malattia non esistono.       | 20° N      | 320° W      | 2300 km  |
| Argadnel Regio | Argadnel - Una delle isole del Paradiso Terrestre visitata da Bran.                        | 14,6° S    | 208,5° W    | 1900 km  |
| Balgatan Regio | Balgatan - Passo dove si ritirano i Túatha Dé Danann prima della battaglia con i Fir Bolg. | 50° S      | 30° W       | 2500 km  |
| Dyfed Regio    | Dyfed - Regno sud-occidentale del Galles a est dell'Annwn.                                 | 10° N      | 250° W      | 1750 km  |
| Falga Regio    | Falga - Isola dove sorge la fortezza di Midir.                                             | 30° N      | 210° W      | 2500 km  |
| Moytura Regio  | Moytura - Luogo delle battaglie tra i Fomori e i Túatha Dé Danann.                         | 50° S      | 294,3° W    | 483 km   |
| Powys Regio    | Powys - Regno centrale del Galles.                                                         | 0° S       | 145° W      | 2000 km  |
| Tara Regio     | Collina di Tara - La residenza dei Re supremi d'Irlanda.                                   | 10° S      | 75° W       | 1780 km  |